# Józef Lupa
Józef Lupa (ur. 19 marca 1947 w Klimontowie, obecnie część Sosnowca) – polski działacz samorządowy i partyjny, w latach 1982–1988 I sekretarz Komitetu Miejskiego PZPR w Sosnowcu, w latach 1989–1990 prezydent Sosnowca.

## Życiorys
Syn Stanisława i Marii, z zawodu elektryk kopalniany. W 1968 wstąpił do Polskiej Zjednoczonej Partii Robotniczej. Kształcił się na kursach w Międzywojewódzkiej Szkole Partyjnej i Akademii Nauk Społecznych przy Komitecie Centralnym KPZR w Moskwie. Pod koniec lat 80. studiował w katowickiej filii Akademii Nauk Społecznych przy KC PZPR.
Pracował początkowo w Kopalni Węgla Kamiennego Klimontów (przekształconą w KWK Czerwone Zagłębie), gdzie zajmował stanowisko sekretarza ds. organizacyjnych (1972–1975). W latach 1980–1981 pełnił funkcję I sekretarza Komitetu Zakładowego PZPR w KWK Kazimierz-Juliusz i członka sekretariatu Komitetu Wojewódzkiego PZPR w Katowicach, następnie został członkiem Komitetu Wojewódzkiego. W lipcu 1981 został sekretarzem ds. organizacyjnych Komitetu Miejskiego PZPR w Sosnowcu, później od 7 kwietnia 1982 do 31 grudnia 1988 pełnił funkcję jego I sekretarza. Od 1 stycznia 1989 do 7 czerwca 1990 pozostawał prezydentem Sosnowca. W III RP został m.in. prezesem sosnowieckiego oddziału Polskiego Czerwonego Krzyża.